# Стрела (ракета-носитель)
«Стрела́» (индекс ГУКОС — 14А036, по классификации НАТО — SS-19 Mod.1 Stiletto, в переводе Стилет) — жидкостная двухступенчатая ракета-носитель легкого класса, спроектированная в НПО Машиностроения на базе межконтинентальной баллистической ракеты РС-18 (УР-100Н). Система управления разработана харьковским ОАО «Хартрон».
Основное отличие ракеты-носителя (РН) «Стрела» от РН «Рокот» (также спроектированной на базе PC‑18) — минимизация изменений конструкции ракеты и стартового комплекса. Роль разгонного блока выполняет блок индивидуального наведения боеголовок на цель ракеты РС-18.
«Стрела» оснащается новым головным обтекателем большего объёма и измененным программным обеспечением системы управления.
В качестве топлива используется несимметричный диметилгидразин (НДМГ) и азотный тетраоксид (АТ).
Стартовая масса ракеты составляет 105 тонн, полезная нагрузка — до 2 тонн. «Стрела» стартует непосредственно из шахтной пусковой установки.
Серийное производство РС-18 продолжалось до 1985 года. Срок службы продлён до 35 лет.
5 декабря 2003 с космодрома «Байконур» был произведен испытательный запуск ракеты, в результате которого на орбиту был выведен макет спутника.

## Список пусков
| № | Дата (UTC)      | Космодром, стартовый комплекс | Модификация       | Разгонный блок          | NSSDC ID  | Полезная нагрузка       | Примечание                |
| - | --------------- | ----------------------------- | ----------------- | ----------------------- | --------- | ----------------------- | ------------------------- |
| 1 | 5 декабря 2003  | «Байконур», Пл. № 175         | Штатная МБР РС-18 | Штатный блок разведения | 2003-055A | Габаритно-весовой макет | Первый испытательный пуск |
| 2 | 27 июня 2013    | «Байконур», Пл. № 175         | Штатная МБР РС-18 | Штатный блок разведения | 2013-032A | «Кондор»                | Успех                     |
| 3 | 19 декабря 2014 | «Байконур», Пл. № 175         | Штатная МБР РС-18 | Штатный блок разведения | 2014-084A | «Кондор-Э»              | Успех                     |

## Аналоги
В следующей таблице приведены характеристики различных ракет-носителей лёгкого класса:
| Ракета-носитель                                                                            | Страна       | Первый полёт | Количество запусков в год (всего) | Широта стартового комплекса | Стартовая масса, т | Масса полезной нагрузки, т | Масса полезной нагрузки, т | Масса полезной нагрузки, т | Успешных пусков | Стоимость пуска, млн |
| Ракета-носитель                                                                            | Страна       | Первый полёт | Количество запусков в год (всего) | Широта стартового комплекса | Стартовая масса, т | НОО¹                       | ССО²                       | ГПО                        | Успешных пусков | Стоимость пуска, млн |
| ------------------------------------------------------------------------------------------ | ------------ | ------------ | --------------------------------- | --------------------------- | ------------------ | -------------------------- | -------------------------- | -------------------------- | --------------- | -------------------- |
| «Рокот»                                                                                    | →            | 20.11.1990   | 1—4 (29)                          | 62° / 46°                   | 107,5              | 2,1                        | 1,6                        |                            | 93 %            | 39—44,6 $            |
| «Днепр»                                                                                    | Флаг Украины | 21.04.1999   | 1—3 (22)                          | 51° / 46°                   | 211                | 3,7                        | 2,3                        |                            | 95 %            | 15 $—30,7            |
| «Стрела»                                                                                   | Флаг России  | 05.12.2003   | 1 (3)                             | 46°                         | 105                | 1,6                        | 1,1                        |                            | 100 %           | 8,5 $                |
| «Вега»                                                                                     | Флаг ЕС      | 13.02.2012   | 1—3 (8)                           | 5°                          | 137                | 2,3                        | 1,6                        |                            | 100 %           | 42 $—59              |
| «Антарес»                                                                                  | Флаг США     | 21.04.2013   | 1—3 (6)                           | 38°                         | 240                | 5,6                        | 4,4                        |                            | 83 %            |                      |
| «Союз-2.1в»                                                                                | Флаг России  | 28.12.2013   | 1 (2)                             | 62°                         | 160                | 2,8                        | 1,4                        |                            | 100 %           | 38 $ (1220 рублей)   |
| «Ангара 1.2»                                                                               | Флаг России  | 09.07.2014   | (1)                               | 62°                         | 171                | 3.8                        |                            |                            | 100 %           |                      |
| ¹ — высота 300 км, наклонение соответствует космодрому; ² — высота 300 км, наклонение 98°. |              |              |                                   |                             |                    |                            |                            |                            |                 |                      |